# Bosoród község
Bosoród község (románul: Comuna Boșorod) község Hunyad megyében, Romániában. Központja Bosoród, beosztott falvai Alun, Bobaia, Csoklovina, Kitid, Lunkány, Prihodiște, Târsa, Ursici.

## Népessége
A 2011-es népszámlálás adatai alapján a község népessége 2062 fő volt.